# Sarah Hecken
Sarah Hecken (née le 27 août 1993 à Mannheim en Allemagne), est une patineuse artistique allemande. Elle est quadruple championne d'Allemagne (2008, 2010, 2011, 2013)

## Biographie

### Carrière sportive
Sarah Hecken a ses premiers patins à l'âge de 18 mois. À 4 ans, elle commence l'entraînement avec Peter Sczpca, l'ancien entraîneur de Claudia Leistner. À 5 ans elle fait son premier Axel, et à 9 ans elle réussit son premier double Axel ainsi que son premier triple saut (Boucle piqué). À 11 ans elle devient championne d'Allemagne novice, puis championne d'Allemagne junior à 13 ans.
La saison 2007/2008 est sa première saison chez les seniors. Elle y remporte le titre national à Dresde, ce qui en fait la plus jeune patineuse allemande à remporter ce titre. En février/ mars 2008, elle participe à ses premiers championnats du monde junior à Sofia où elle se classe 8e.
En 2008/2009, elle ne réussit pas à conserver le titre national à Oberstdorf et redescend à la 4e place. Elle participe néanmoins aux championnats du monde junior organisés pour la seconde année consécutive à Sofia en février/ mars 2009, et s'y classe 7e.
En 2009/2010, elle patine pour la première fois à des épreuves du Grand Prix ISU senior au cours de l'automne. Elle se rend au Skate America (8e) et au Skate Canada (9e). Elle retrouve ensuite la médaille d'or des championnats d'Allemagne organisés dans sa ville natale de Mannheim. Elle participe ensuite à ses premiers championnats d'Europe, en janvier 2010 à Tallinn, où elle prend la 16e place. Le mois suivant, elle est à Vancouver pour ses premiers Jeux olympiques d'hiver où elle se classe 18e. Enfin, elle participe à ses premiers championnats du monde senior, en mars 2010 à Turin et s'y place 12e.
En 2010/2011, Sarah Hecken patine pour la première fois au Trophée Éric Bompard (10e) avant de remporter pour la troisième fois le titre national à Oberstdorf. Cela lui permet d'être qualifiée pour les championnats d'Europe de janvier 2011 à Berne et aux championnats du monde d'avril 2011 à Moscou. Elle se classe aux deux compétitions à la 11e place. En mai 2011 elle subit une chirurgie à la main puis se rend en Italie le mois suivant pour travailler avec son chorégraphe Eduardo de Bernadis.
En 2011/2012, elle participe au Skate Canada (8e) en octobre, mais à la suite d'une inflammation sévère sur un pied, elle doit être opérée dès début novembre à Francfort-sur-le-Main. Cette opération l'oblige bien sûr à déclarer forfait au Trophée Bompard qui a lieu le même mois, mais également aux championnats d'Allemagne et d'Europe de janvier 2012. Affaiblie, elle se présente toutefois aux championnats du monde de mars 2012 à Nice où elle prend la 20e place, soit neuf places de moins par rapport à la saison précédente.
En 2012/2013, elle prend la 10e place du Skate America et remporte son quatrième titre national à Hambourg. Néanmoins, n'étant toujours pas en mesure de présenter un programme libre complet, elle ne se présente ni aux championnats d'Europe de janvier 2013 à Zagreb ni aux championnats du monde de mars 2013 à London. Elle laisse sa place à la vice-championne d'Allemagne Nathalie Weinzierl.
En 2013/2014, elle laisse échapper le titre national à Nathalie Weinzierl, qui a beaucoup progressé, et se classe à une décevante 34e place lors des championnats d'Europe de janvier 2014 à Budapest.

## Palmarès
| Compétition                   | 2008    | 2009    | 2010    | 2011    | 2012    | 2013    | 2014    | 2015    |  |  |  |  |  |  |  |
| Jeux olympiques d'hiver       |         |         | 18e     |         |         |         |         |         |  |  |  |  |  |  |  |
| Championnats du monde         |         |         | 12e     | 11e     | 20e     | F       |         |         |  |  |  |  |  |  |  |
| Championnats d’Europe         |         |         | 16e     | 11e     | F       | F       | 34e     |         |  |  |  |  |  |  |  |
| Championnats d'Allemagne      | 1re     | 4e      | 1re     | 1re     | F       | 1re     | 2e      | 4e      |  |  |  |  |  |  |  |
| Championnats du monde juniors | 8e      | 7e      |         |         |         |         |         |         |  |  |  |  |  |  |  |
|                               |         |         |         |         |         |         |         |         |  |  |  |  |  |  |  |
| Grand Prix ISU                | 2007/08 | 2008/09 | 2009/10 | 2010/11 | 2011/12 | 2012/13 | 2013/14 | 2014/15 |  |  |  |  |  |  |  |
| Skate America                 |         |         | 8e      |         |         | 10e     |         |         |  |  |  |  |  |  |  |
| Skate Canada                  |         |         | 9e      |         | 8e      |         |         |         |  |  |  |  |  |  |  |
| Trophée de France             |         |         |         | 10e     | F       |         |         |         |  |  |  |  |  |  |  |
| Légende : F = Forfait         |         |         |         |         |         |         |         |         |  |  |  |  |  |  |  |

## Galerie d'images

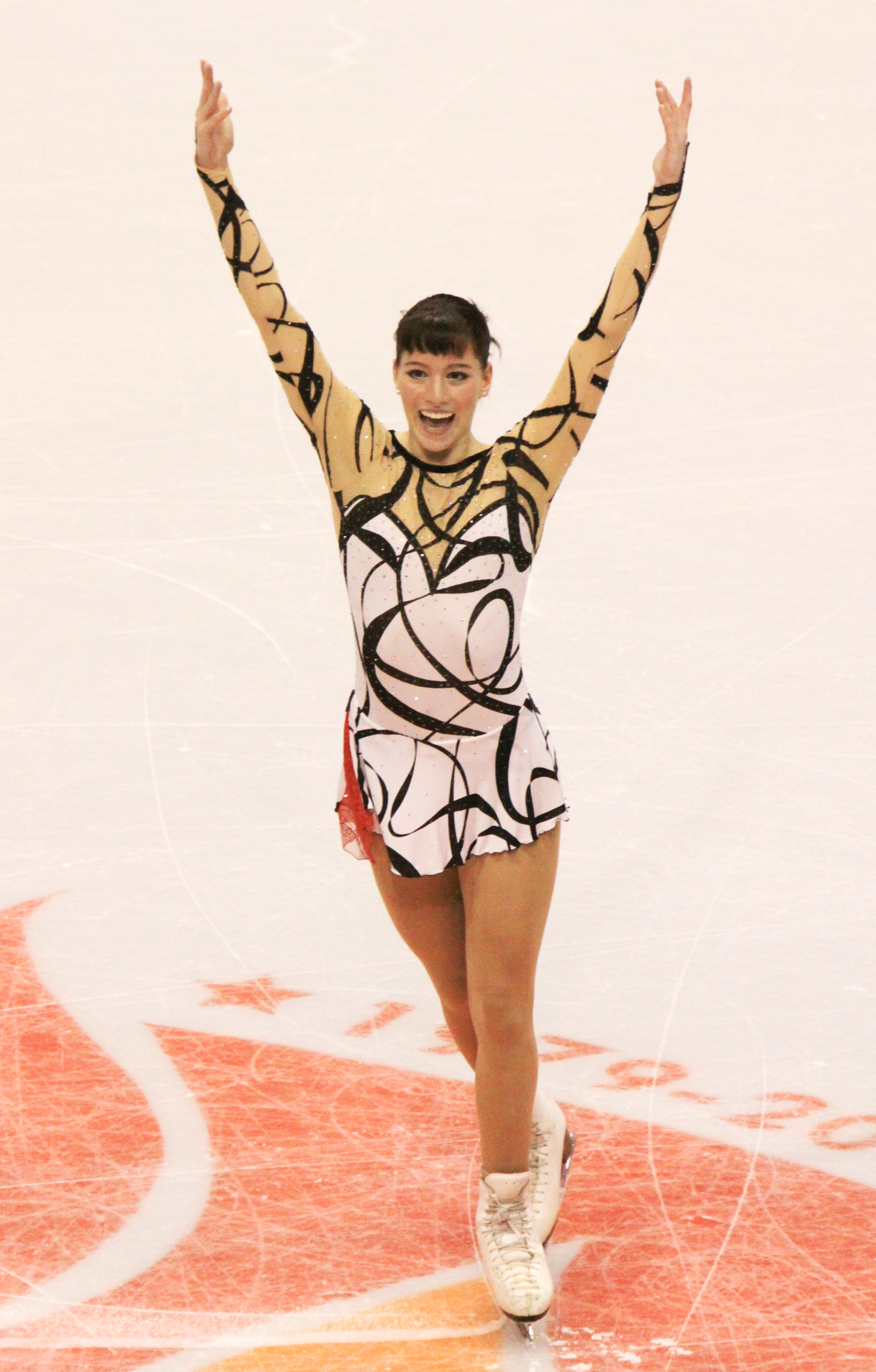
Skate America 2009
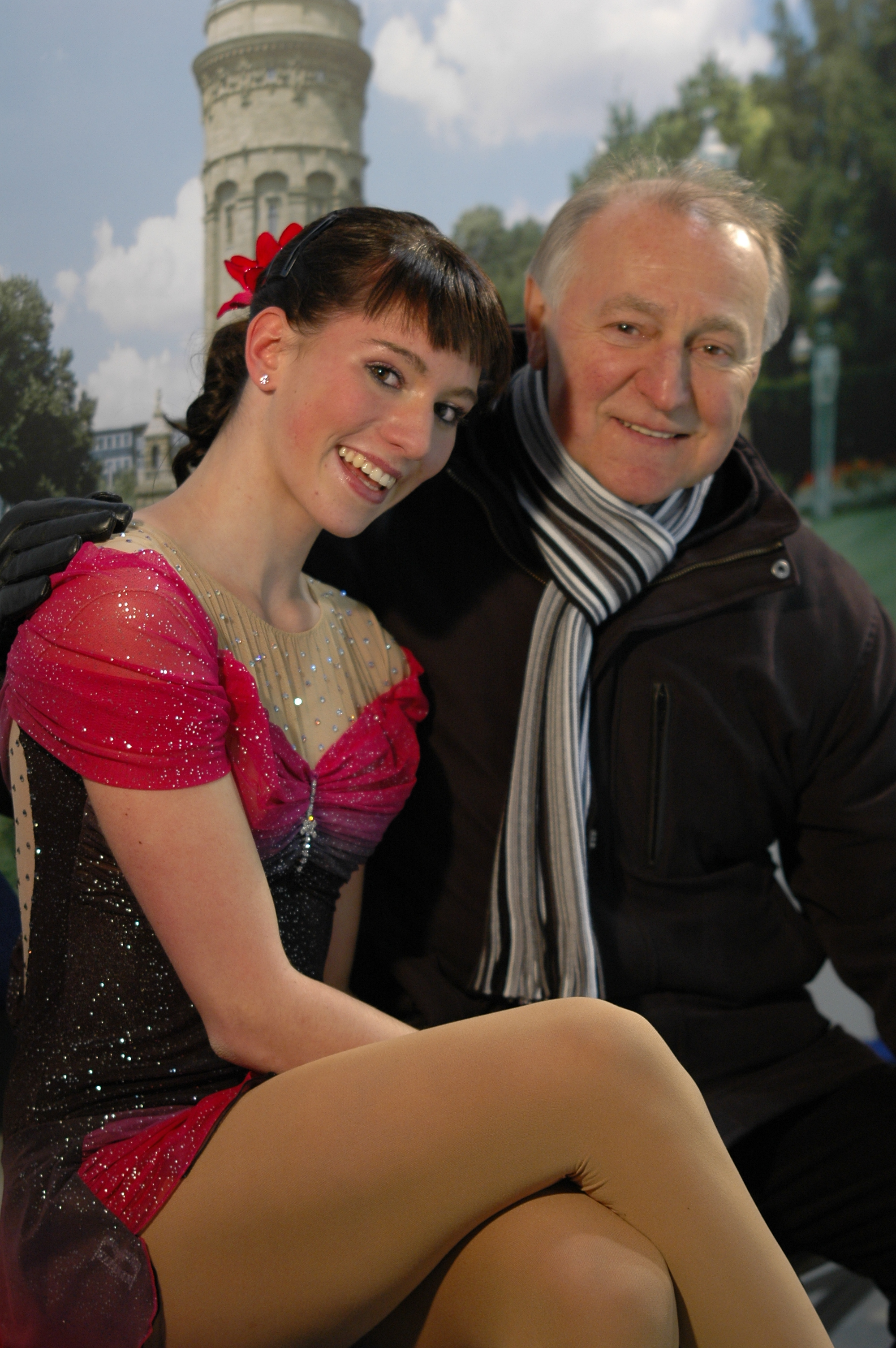
Avec son entraîneur Peter Sczypa aux championnats d'Allemagne 2010
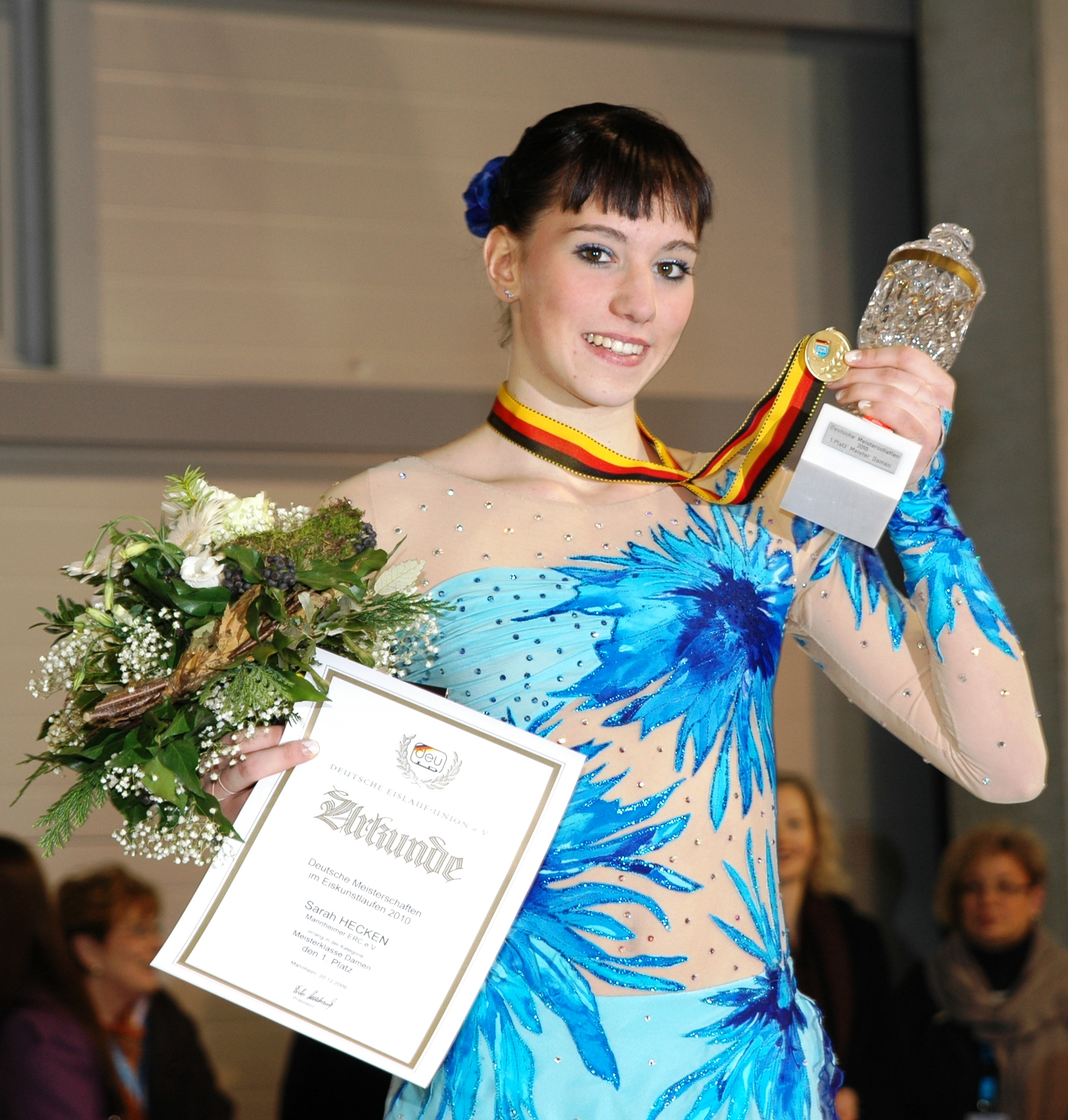
Podium des championnats d'Allemagne 2010
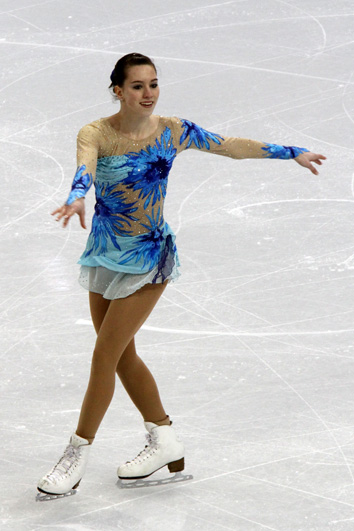
Jeux olympiques d'hiver 2010
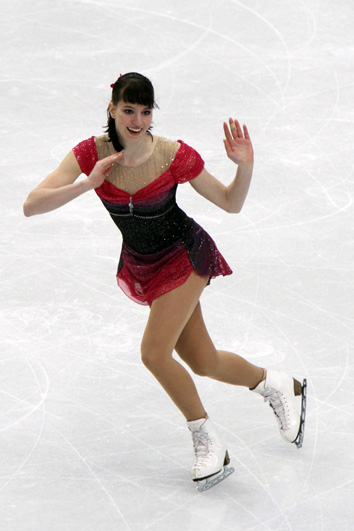
Jeux olympiques d'hiver 2010